# Grewia indandamanica
Grewia indandamanica är en malvaväxtart som beskrevs av Jamuel Leopold Ellis och L.N. Ray. Grewia indandamanica ingår i släktet Grewia och familjen malvaväxter. Inga underarter finns listade i Catalogue of Life.